# Línea 109 (Buenos Aires)
La línea 109 es una línea de colectivos de la Ciudad Autónoma de Buenos Aires. Une el barrio de Liniers con el de Puerto Madero.

## Historia

### Creación
Administrada por la empresa  transportes 9 de Julio S.A.C, la cual fue creada en 1944. En sus primeros días, el recorrido era de la Estación Devoto al Parque Rivadavia, el cual se ha modificado a través de los años hasta llegar al recorrido actual que cubre el trayecto que va desde Estación Liniers hasta Puerto Madero.

## Recorrido
- Ida a Dársena Buquebus: Desde Madero y Francisco de Viedma por Francisco de Viedma, Madero, Nogoyá, Emilio Lamarca, Lascano, Cuenca, Adolfo P. Carranza, Gavilán, Juan Agustín García, Avenida San Martín, Nicasio Oroño, Avenida Juan Bautista Justo, Martínez Rosas, Avenida Warnes, Acevedo, Avenida Corrientes, Gascón, José Antonio Cabrera, Gallo, Paraguay, Junín, Viamonte, Uruguay, Avenida Corrientes, Trinidad Guevara, Avenida Alicia Moreau de Justo hasta Cecilia Grierson.

- Regreso a Liniers: Desde Cecilia Grierson y Avenida Córdoba por Avenida Córdoba, Avenida Estado de Israel, Aguirre, Malabia, Murillo, Avenida Juan Bautista Justo, Espinosa, Paysandú, Avenida San Martín, Avenida Álvarez Jonte, Bahía Blanca, Baigorria, Irigoyen, Nazarre, Madero, Nogoyá, Gana, Francisco de Viedma hasta Madero.

## Paradas
Las paradas se detallan a continuación, por barrios.

### En Liniers
Madero X Francisco de Viedma, Lazcano X Madero, Santo Tomé X Madero

### En Versalles
Gallardo X Nogoyá, Cortina X Nogoyá, Moliere X Nogoyá, Av. Lope de Vega X Nogoyá 

### Villa Devoto
Nogoyá 5154, Bermúdez X Nogoyá, Benito Juárez X Nogoyá, Nogoyá 4502a, Sanabria 2700, Mercedes X Nogoyá, Bahía Blanca X Nogoyá

### Villa del Parque
San Nicolás X Nogoyá, Emilio Lamarca X Nogoyá, Marcos Sastre X Emilio Lamarca, Arregui X Emilio Lamarca, Lascano X Emilio Lamarca, Enrique de Vedia X Lascano, Cuenca X Lascano, Cuenca X Adolfo P. Carranza, Av. Nazca X Adolfo P. Carranza, Condarco X Adolfo P. Carranza, Gral. José G. Artigas X Adolfo P. Carranza, Caracas X Adolfo P. Carranza 

### La Paternal
Gavilán X Adolfo P. Carranza, Av. Álvarez Jonte X Gavilán, Av. Boyacá X Juan Agustín García,

### Villa General Mitre
Andrés Lamas X Juan Agustín García, Sánchez X Juan Agustín García, Gral. César Díaz X Nicasio Oroño

### Villa Crespo
Martínez Rosas X Thames, Tres Arroyos X Av. Warnes, Acevedo 7, Padilla X Acevedo, Acevedo 383, Avenida Corrientes 5270, Avenida Corrientes 5060, Av. Estado de Israel X Av. Corrientes

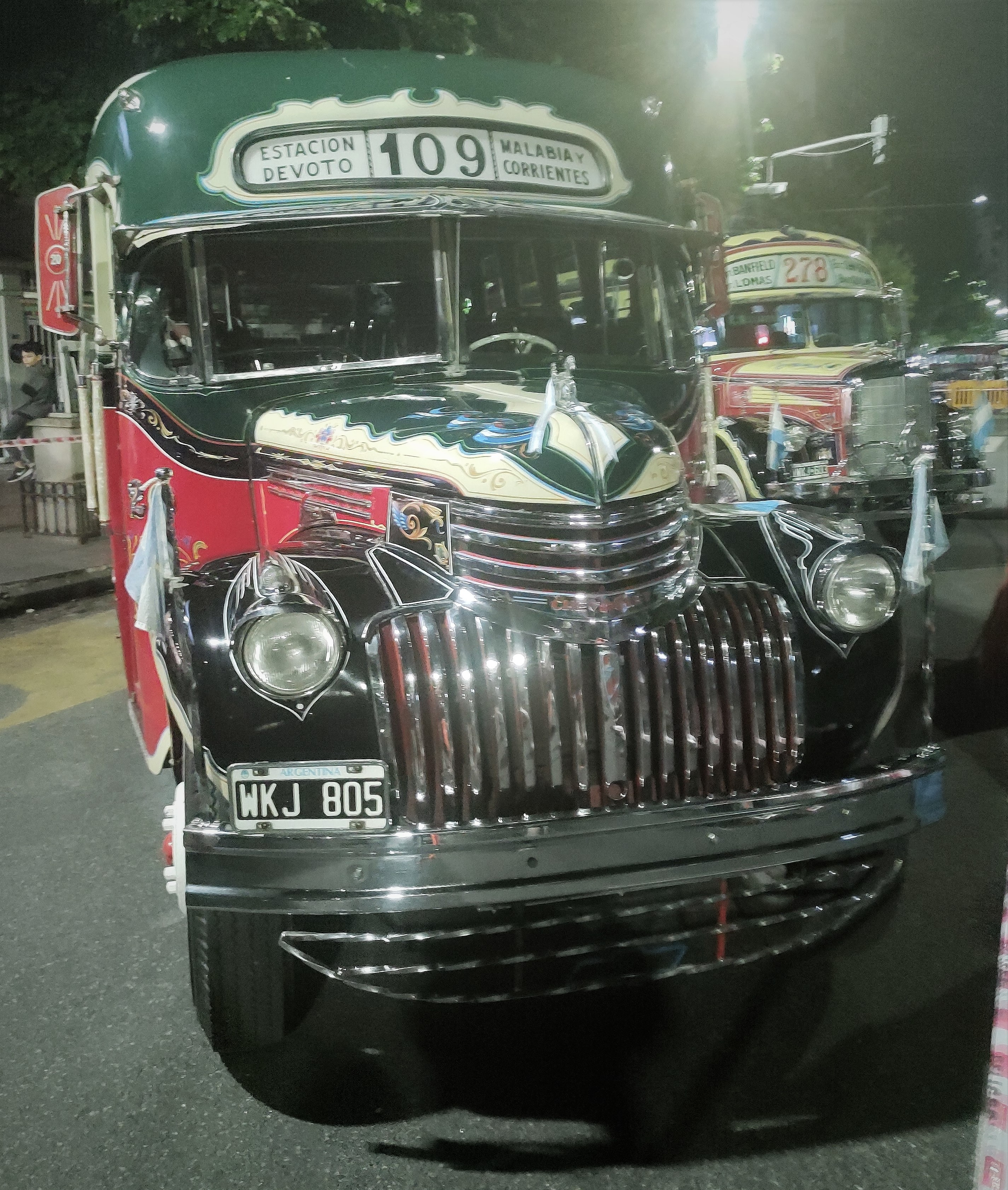
Restauración de una Chevrolet "sapo" de 1946

### Almagro
Avenida Corrientes X Yatay, Gascón 701-799, Gascón 855, Gascón 1089, Gascón X José Antonio Cabrera, Av. Medrano X José Antonio Cabrera

### Palermo
José A. Cabrera 3510

### Recoleta
Soler X Gallo, Gallo X Paraguay, Dr. Tomás M. de Anchorena X Paraguay, Paraguay 2526, Paraguay 2376, Facultad de Medicina-Junín X Paraguay

### Balvanera
Junín 771, Viamonte 1950

### Centro
Viamonte 1708, Viamonte 1534, Uruguay 556, Avenida Corrientes 1312, Avenida Corrientes 846, Av. Corrientes X Florida, Av. Corrientes X Reconquista, Av. Corrientes X Bouchard (Luna Park), Avenida Eduardo Madero 801-899

## Lugares de interés
La línea 109 recorre algunos lugares famosos, históricos y de interés, como los siguientes: Estación Liniers, Tribunales, Hospital de Clínicas, Hospital de Niños Dr. Ricardo Gutiérrez, Hospital Naval, Hospital Lagleyze, Facultad de Ciencias Económicas UBA, Facultad de Farmacia y Bioquímica (UBA), Facultad de Medicina (UBA), Facultad de Odontología (UBA), UBA CBC Tucumán, UTN FRBA Medrano, Plaza Liniers Shopping, Estadio de Vélez Sarsfield, Estadio de Atlanta, Estadio de General Lamadrid, Centro Cultural Borges, Luna Park, Teatro Nacional Cervantes, Clínica Suizo Argentina, Policlínico del Docente y Sanatorio Otamendi, terminal Buquebus (Puerto Madero).

## Siniestros
- abril de 1981: una unidad de la línea chocó contra un taxi Renault 12 a la altura de Junín y Avenida Córdoba, acabando con la vida de una mujer joven, siendo la actriz Mónica Jouvet.
- septiembre de 2012: un interno de la línea, protagonizó un choque contra un edificio, después de una pelea entre un chofer y un pasajero.[1][2]
- abril de 2014: la empresa acata un paro de actividades de la CGT y la CTA, con unidades inmovilizadas[3]
- abril de 2019: una unidad de la línea fue quemada en medio de una interna sindical,[4] resultando con daños en su frente.[5]